# إكستازيا ساندرز
إكستازيا ساندرز هي ممثلة كندية، ولدت في 15 يوليو 1985 بسان دييغو في الولايات المتحدة.

## وصلات خارجية
- إكستازيا ساندرز على موقع IMDb (الإنجليزية)
- إكستازيا ساندرز على موقع ألو سيني (الفرنسية)
- إكستازيا ساندرز على موقع أول موفي (الإنجليزية)
- إكستازيا ساندرز على موقع قاعدة بيانات الفيلم (الإنجليزية)
- إكستازيا ساندرز على موقع كينوبويسك (الروسية)